# BTBD9
BTBD9 é um gene humano. 
Existem evidências que esteja associado com a síndrome das pernas inquietas.